# Route nationale 338
Die Route nationale 338, kurz N 338 oder RN 338, ist eine französische Nationalstraße.

## Aktueller Straßenverlauf
Die aktuelle Nationalstraße wird seit 1978 wieder für eine Schnellstraße in Rouen verwendet, die eine Alternative für die durch Stadt verlaufende Nationalstraße 138 (mittlerweile auf dem Stadtabschnitt Departementsstraße 938) darstellt.

## Streckenverlauf
| Position | höchste zulässige Gesamtgeschwindigkeit | Fahrbahnen | km | Typ                          | Abschnitt                                | Längengrad | Breitengrad |
| -------- | --------------------------------------- | ---------- | -- | ---------------------------- | ---------------------------------------- | ---------- | ----------- |
| 1        | 110                                     | 2          |    | Beginn der Autobahn          | N138                                     | 49.3796    | 1.0486      |
| 2        | 110                                     | 2          |    | Teilausgebautes Dreieck      | D418_76                                  | 49.3848    | 1.0481      |
| 3        | 110                                     | 2          |    | Vollständige Anschlussstelle | Le Grand-Quevilly                        | 49.3992    | 1.0319      |
| 4        | 110                                     | 2          | 4  | Teil-Anschlußstelle          | Grand-Quevilly-Avenue F. Roosvelt        | 49.3992    | 1.0319      |
| 5        | 110                                     | 2          |    | Teil-Anschlußstelle          | Grand-Quevilly-Avenue du General Leclerc | 49.4089    | 1.0382      |
| 6        | 110                                     | 2          | 5  | Teil-Anschlußstelle          | Grand-Quevilly-Voie Rapide Sud III       | 49.4089    | 1.0382      |
| 7        | 110                                     | 2          |    | Teil-Anschlußstelle          | Le Petit-Quevilly-Voie Rapide Sud III    | 49.4173    | 1.0471      |
| 8        | 110                                     | 2          |    | Teil-Anschlußstelle          | Le Petit-Quevilly                        | 49.4196    | 1.0497      |
| 9        | 110                                     | 2          |    | Teil-Anschlußstelle          | Le Petit-Quevilly (nord)                 | 49.4223    | 1.0517      |
| 10       | 110                                     | 2          |    | Teil-Anschlußstelle          | Le Petit-Quevilly (nord)                 | 49.4257    | 1.0547      |
| 11       | 110                                     | 2          |    | Vollständige Anschlussstelle | Port de Rouen                            | 49.4330    | 1.0607      |
| 12       | 110                                     | 2          |    | Kreisverkehr                 | Rouen (west)                             | 49.4348    | 1.0717      |
| 13       | 110                                     | 2          |    | Teil-Anschlußstelle          | Rouen (west)                             | 49.4348    | 1.0754      |
| 14       | 110                                     | 2          |    | Vollständige Anschlussstelle | Rouen                                    | 49.4346    | 1.0761      |
| 15       | 110                                     | 2          |    | Ende in Stadt                | Rouen                                    | 49.4333    | 1.0782      |
| 16       | 50                                      | 2          |    | Beginn an Kreisverkehr       |                                          | 49.4374    | 1.0669      |
| 17       | 50                                      | 2          |    | Brücke                       |                                          | 49.4396    | 1.0659      |
| 18       | 50                                      | 2          |    | Beginn der Brücke            |                                          | 49.4428    | 1.0646      |
| 19       | 50                                      | 2          |    | Viaduk                       |                                          | 49.4436    | 1.0641      |
| 20       | 50                                      | 2          |    | Ende der Brücke              |                                          | 49.4445    | 1.0636      |
| 21       | 50                                      | 2          |    | Teil-Anschlußstelle          | av de Lillebonne                         | 49.4476    | 1.0616      |
| 22       | 70                                      | 2          |    | Teil-Anschlußstelle          | N15 Rouen (Stadt)                        | 49.4495    | 1.0608      |
| 23       | 70                                      | 2          |    | Ende der Autobahn            | A150                                     | 49.4497    | 1.0601      |

## Historischer Straßenverlauf
Die historische Nationalstraße wurde 1933 zwischen Estrées-en-Chaussée und Le Crotoy festgelegt. Ihre Gesamtlänge betrug 124 Kilometer. 1949 erfolgte eine Verkürzung um die Strecke zwischen Estrées-en-Chaussée und Péronne (um 10 km), da die Nationalstraße 44 bis Péronne verlängert wurde. 1973 erfolgte die Abstufung auf ganzer Länge.

## Route nationale 1338
Als Route nationale 1338 ist die Pont Gustave Flaubert bei Rouen beschildert.